# Jacob Emden
Jacob Emden (héberül: יעקב עמדין), (Altona, 1697. június 4. – Altona, 1776. április 19.) a Német-római Császárság területén működő zsidó hittudós, teológiai író.

## Élete
Askenázi Cevi zsidó rabbi, híres korabeli hittudós fiaként született. Nyomdatulajdonosként kezdte pályáját, amely egyúttal lehetőséget biztosított neki széles irodalmi megszerzésére. Saját irodalmi munkássága Jonathan Eibeschütz vélt sabbatianizmusának támadásával indult (Tórát Ha-kenáót, Édut Be-Jákób, Hiszabkut című vitairatok), Eibeschütz-cel kapcsolatos nézeteit a Szefát emet ('Az igazság ajka') című 1752-es írásában foglalta össze.
Emden szövegkritikai vizsgálatokat is folytatott, és Széfer Simnus, illetve Mitpáchát Szefárim című műveivel kimutatta, hogy a Zóhár nem autentikus ókori zsidó írás, hanem későbbi hamisítvány.